# Varadinski most
Varadinski most, cyr. Варадински мост – most nad Dunajem w Serbii, który łączy Nowy Sad z Petrovaradinem.

## Historia

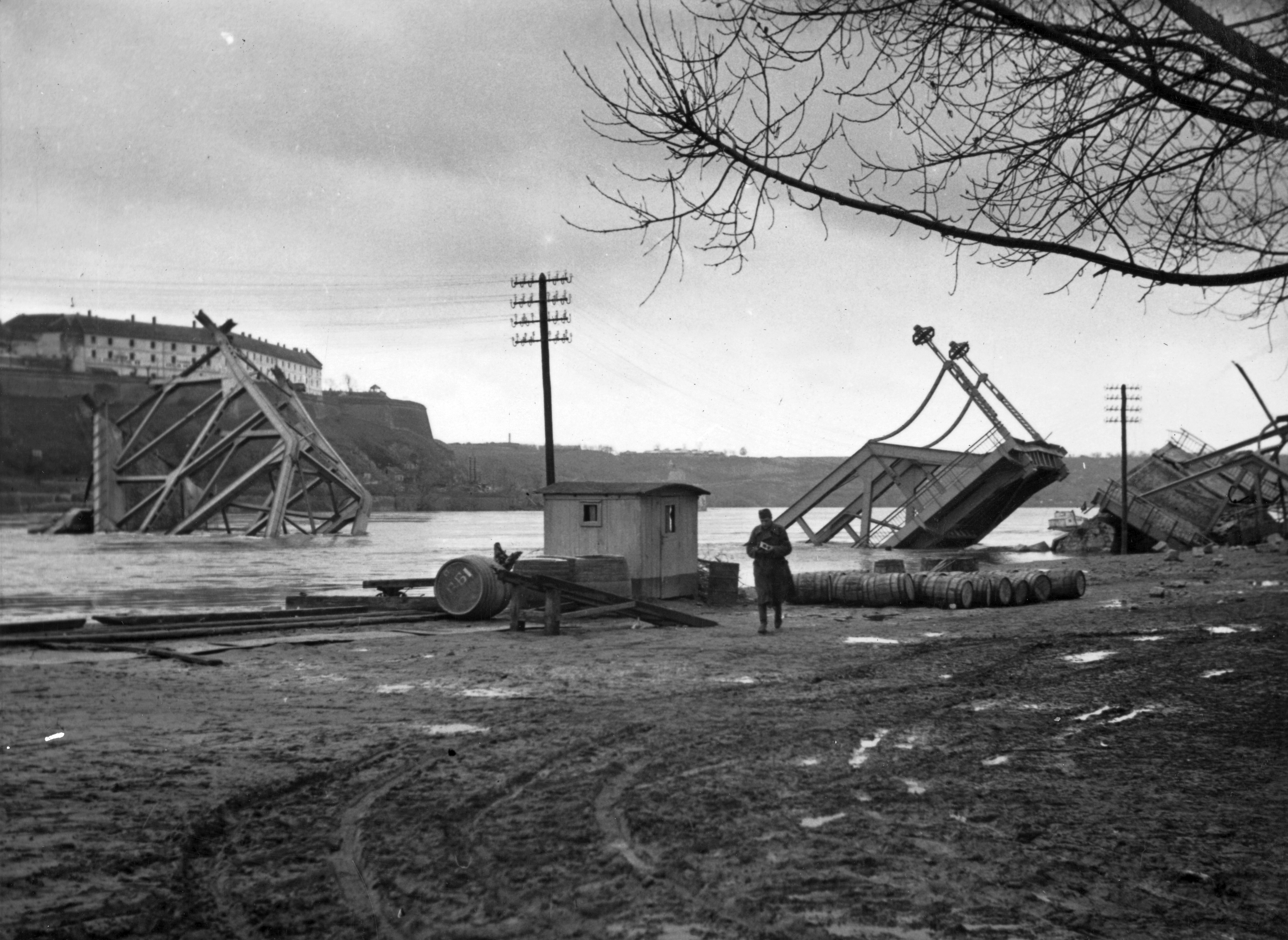
Zniszczony most w trakcie II wojny światowej

Po zakończeniu I wojny światowej postanowiono zrealizować koncepcję z 1910 roku, zakładającą budowę stałej przeprawy przez Dunaj. Wcześniej funkcjonowały tu dwa austro-węgierskie mosty pontonowe. Jeden został zdemontowany w 1918 roku, a drugi, wzniesiony na potrzeby wojenne, został zniszczony przez krę w 1924 roku. Budowa mostu docelowego trwała w latach 1921–1928. Została sfinansowana z niemieckich reparacji wojennych. W latach 1924–1928 w związku ze zniszczeniem mostu pontonowego Nowy Sad i Petrovaradin nie posiadały połączenia drogowego. Pierwowzorem stałej konstrukcji był Most Łańcuchowy w Budapeszcie. Nowy most liczył 341 metrów długości. Nadano mu imię księcia Tomisława Karadziordziewicia, syna króla Aleksandra I. 10 kwietnia 1941, w trakcie kampanii bałkańskiej, most został zaminowany przez siły jugosłowiańskie w ramach działań obronnych, a następnie uległ zniszczeniu po raz pierwszy w swojej historii. Niemiecki okupant odbudował most, jednak 22 października 1944 tym razem to on dokonał jego destrukcji w trakcie swojego odwrotu, tym samym most został zniszczony po raz drugi. 
W miejscu starego mostu wzniesiono zupełnie inną konstrukcję. Odbudowa trwała 160 dni. Nowy most został oddany do użytku 20 stycznia 1946. Nadano mu imię marszałka Tity. Był o 3 metry dłuższy od poprzednika. Pełnił funkcję drogowo-kolejową. Ruch kolejowy zamknięto w maju 1962 roku, po wzniesieniu docelowego miejskiego mostu kolejowego. 
23 kwietnia 1999, w trakcie nalotów sił NATO, w godzinach porannych most został trafiony dwunastokrotnie i zawalił się. Na moście zginął Oleg Nasov, 30-letni muzyk, uważany za pierwszą cywilną ofiarę ataku NATO na Jugosławię. W 2000 roku most odbudowano po raz kolejny, tym razem jako most dźwigarowy. Jego aktualna długość to 304 metry.

## Galeria zdjęć

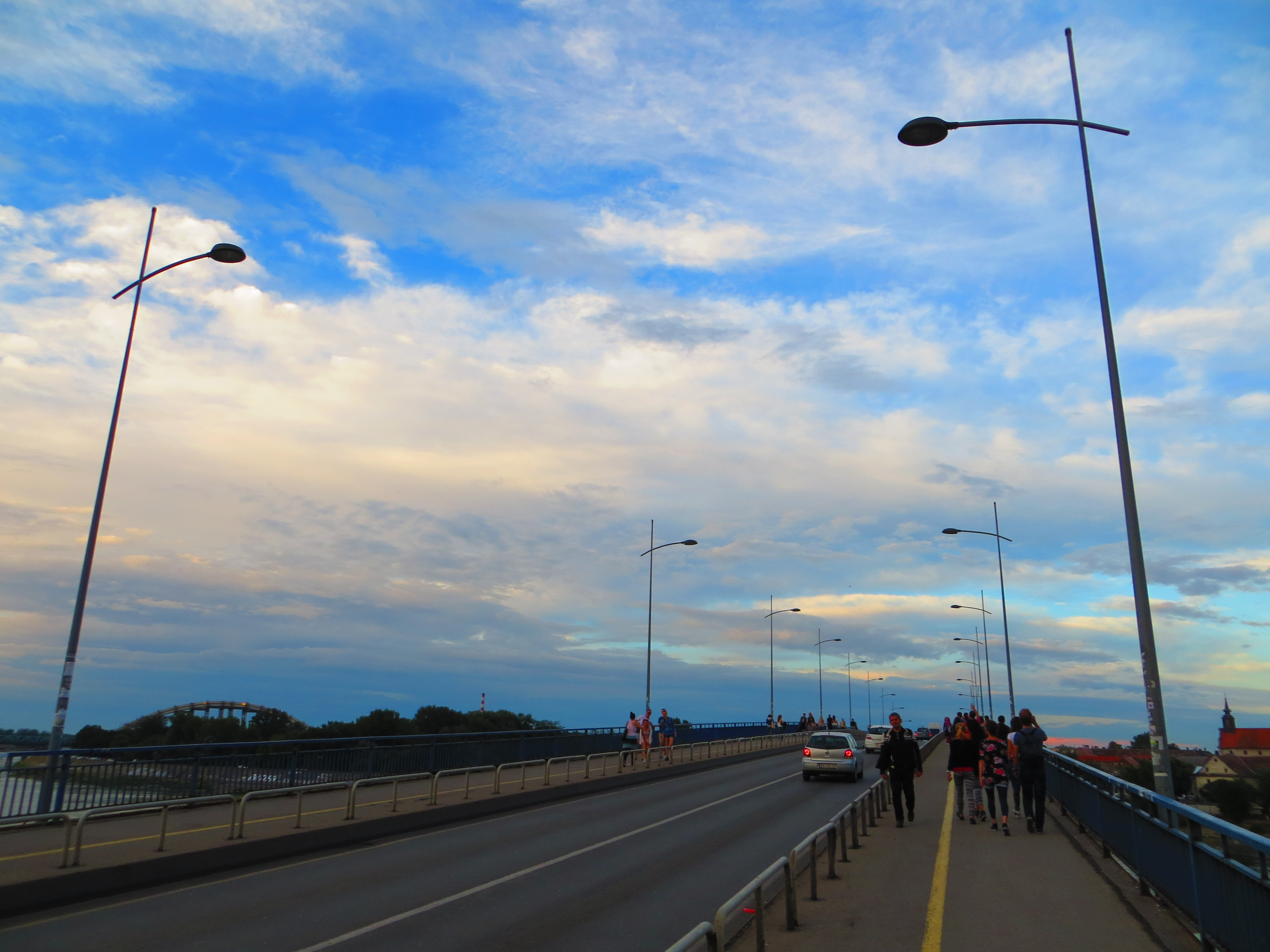
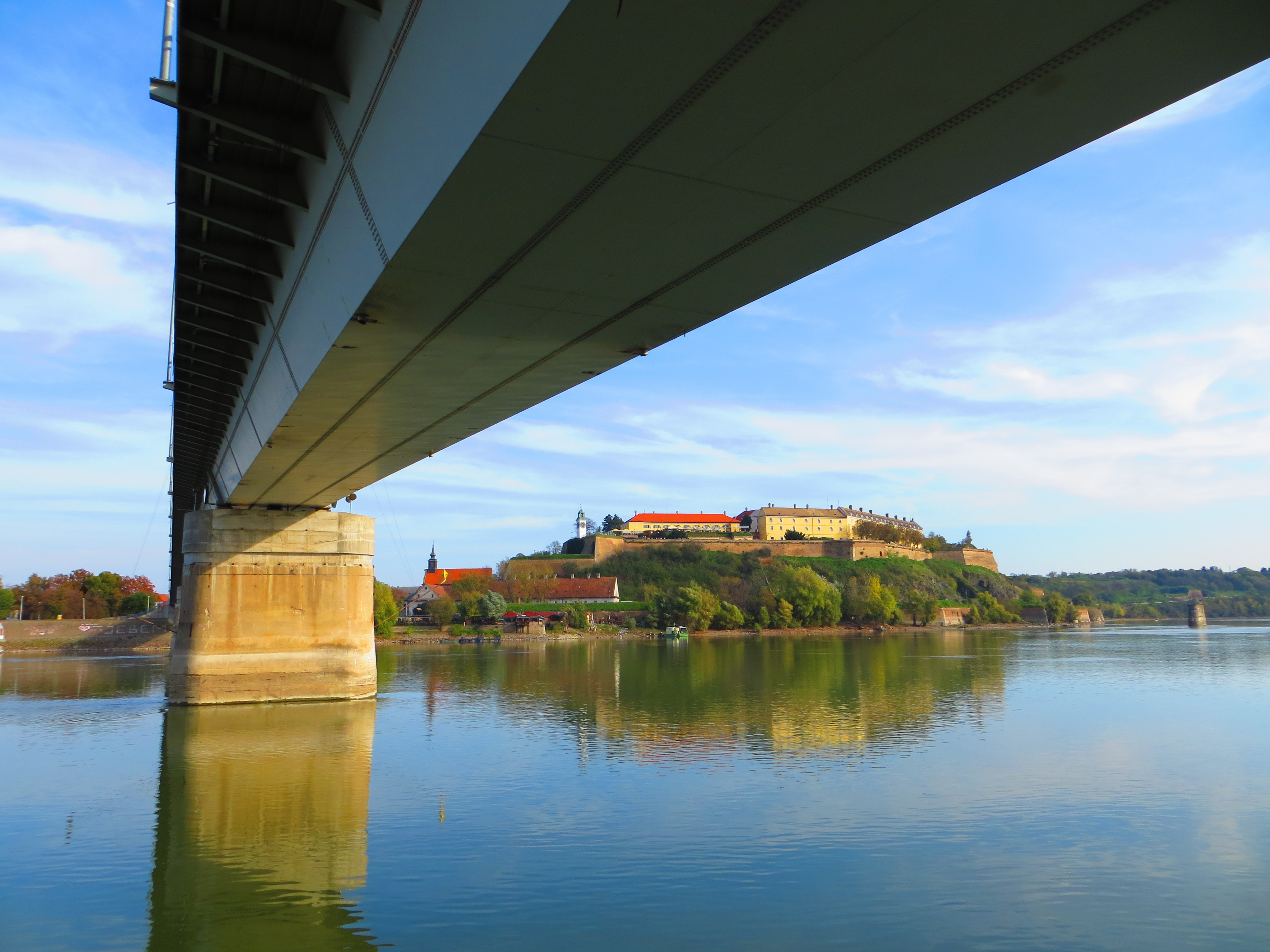
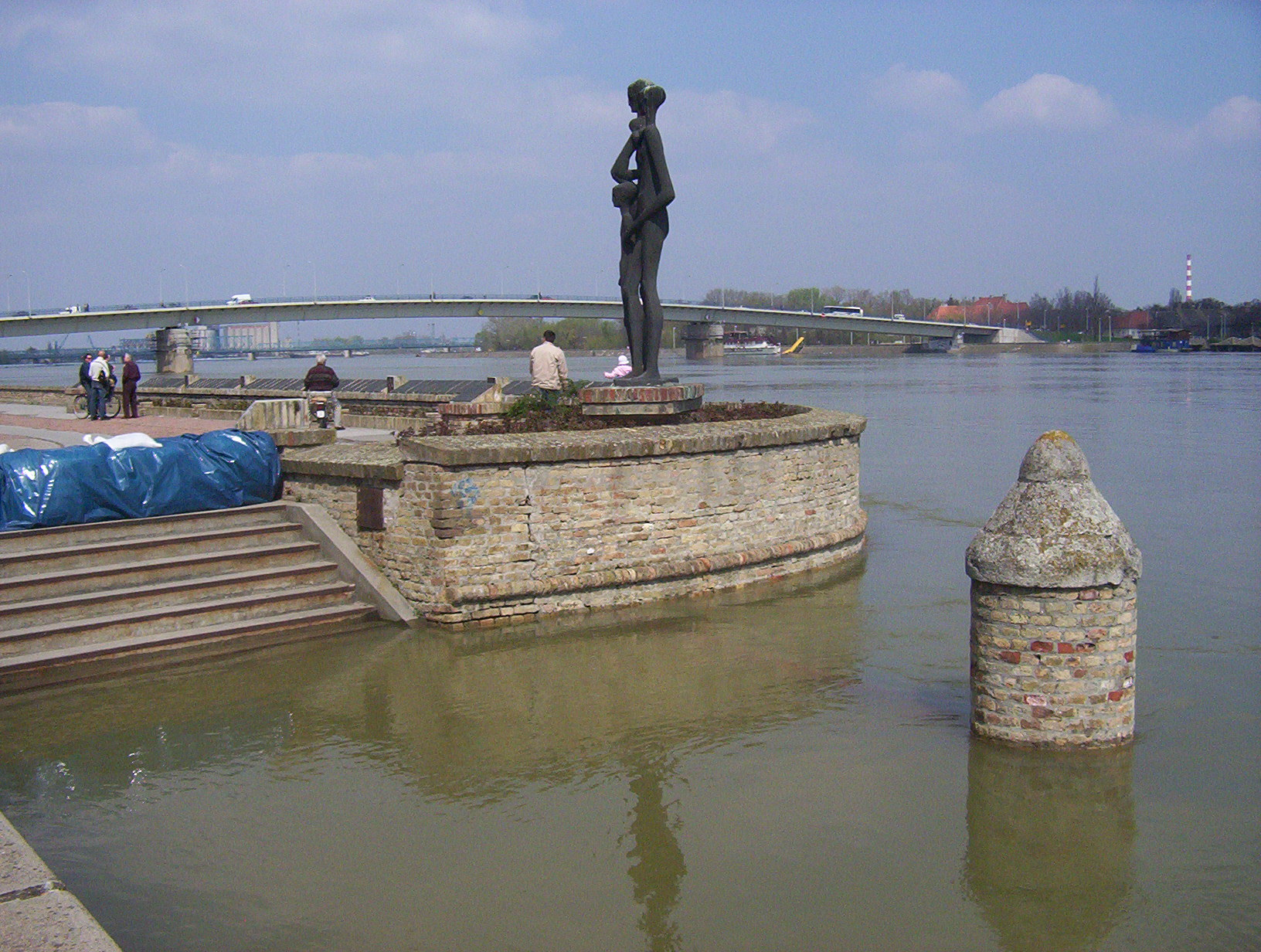
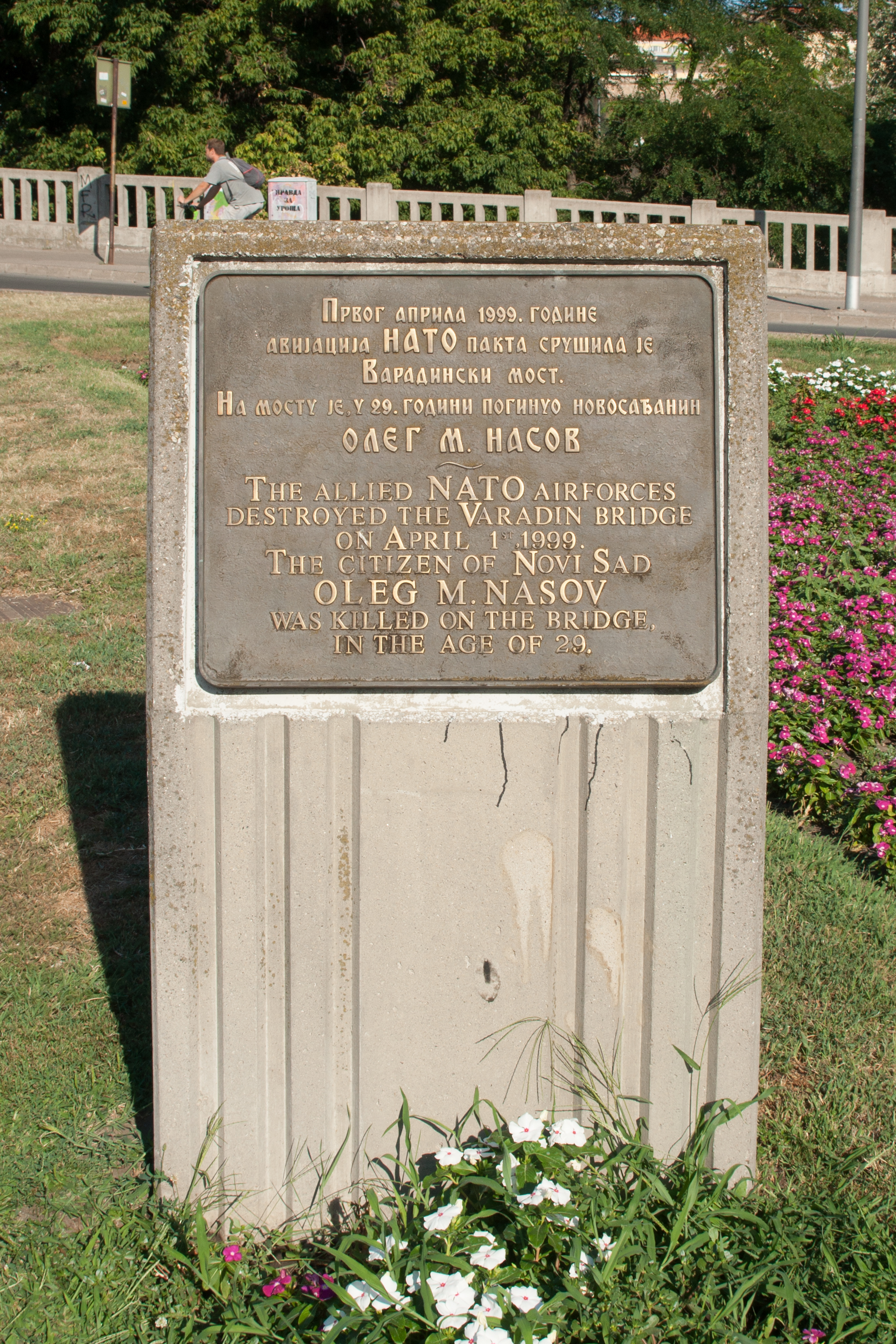
Tablica ku czci Olega Nasova
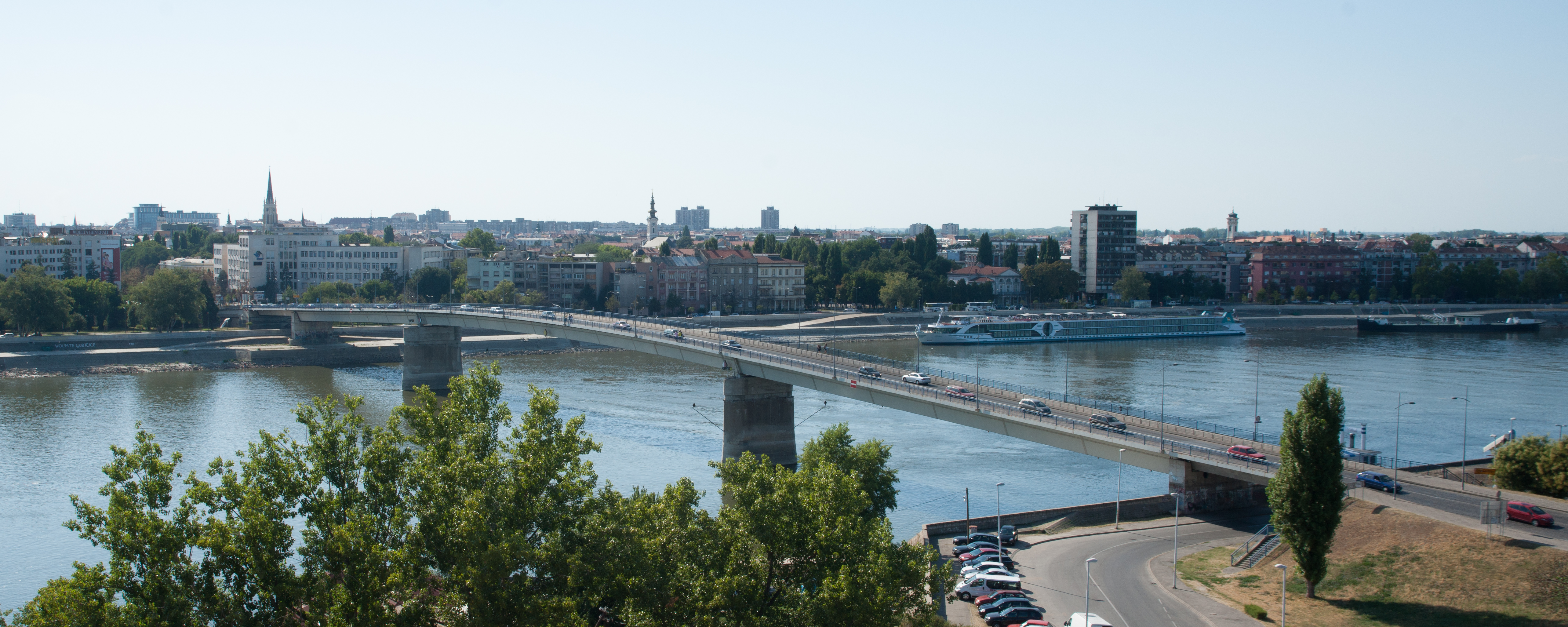